# 그자비에 베르트랑

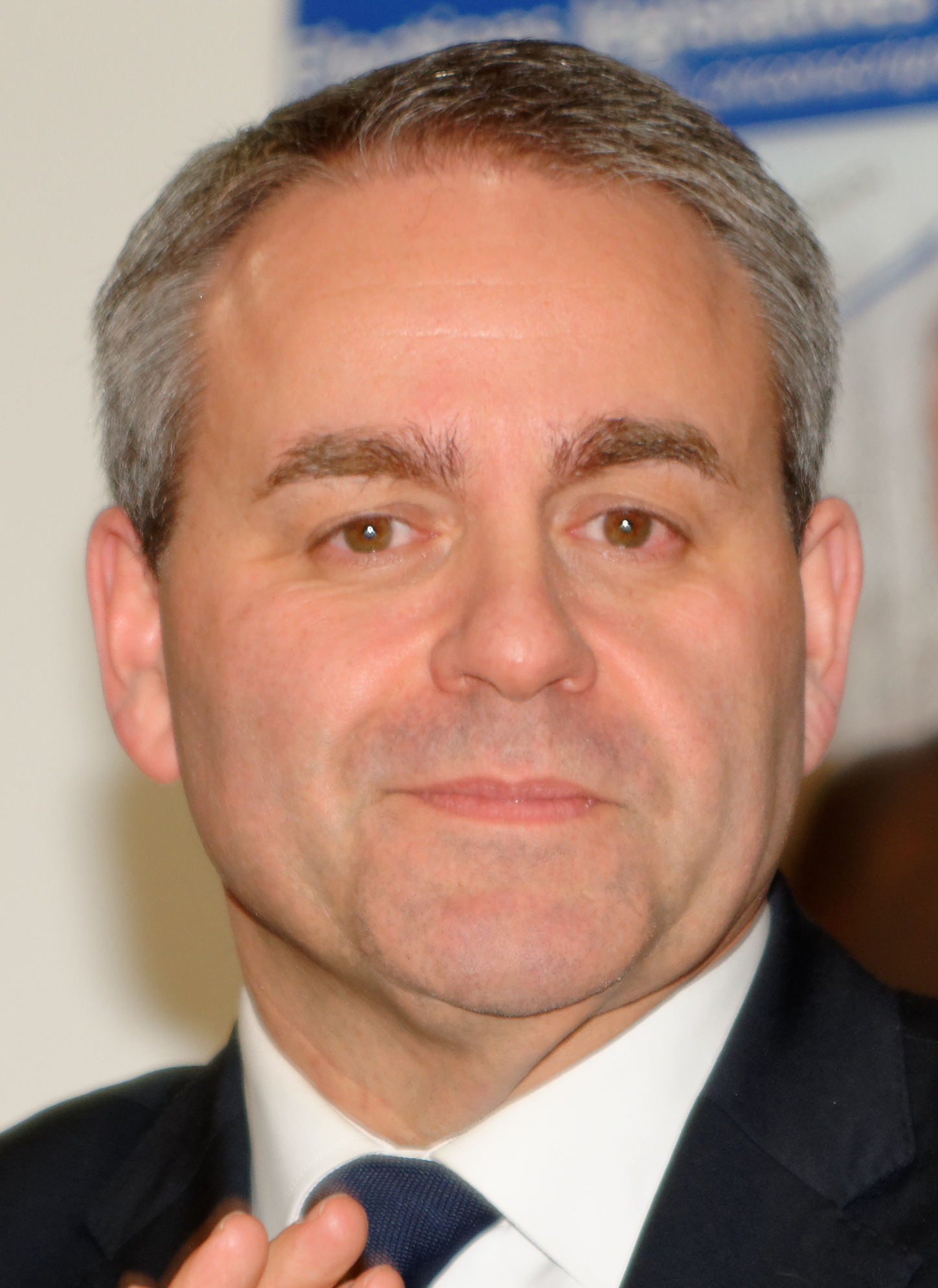
그자비에 베르트랑

그자비에 베르트랑 (Xavier Bertrand, 듣기 (도움말·정보), 1965년 3월 21일, 샬롱쉬르마른 (현재 샬롱앙샹파뉴) ~ )은 프랑스의 정치인으로, 2015년 프랑스 레지옹 선거 이래 오드프랑스 지역의회의장을 맡고 있다.
베르트랑은 2005년부터 2012년까지 도미니크 드 빌팽 정부에서 보건부 장관, 프랑수아 피용 정부에서 노동부 장관을 지냈다. 2008년부터 2010년까지는 중도 우익 성향 정당 대중운동연합 (공화당의 전신)의 사무총장을 지냈다.
2002년부터 2016년까지 프랑스 하원의원, 2010년부터 2016년까지 생캉탱 시장, 2014년부터 2020년까지 생캉탱 도시공동체의장을 지냈으며, 2016년부터 오드프랑스 지역 의회 의장을 맡고 있다. 베르트랑은 로랑 보키에가 당 대표로 선출된 후, 2017년에 공화당을 떠났다.
2021년, 베르트랑은 2022년 프랑스 대통령 선거에 내부 지명 절차에 출마하지 않기로 한 자신의 결정을 재고하고 공화당 경선에 참여했으며, 공화당 경선에서 득표율 22.36%로 4위에 올랐다.

## 역대 선거 결과
| 선거명      | 직책명                      | 대수 | 정당              | 1차 득표율 | 1차 득표수 | 2차 득표율 | 2차 득표수  | 결과 | 당락                             |
| ----------- | --------------------------- | ---- | ----------------- | ---------- | ---------- | ---------- | ----------- | ---- | -------------------------------- |
| 1998년 선거 | 생캉탱노르주 총무관         | 2대  | 공화국연합        | 37.52%     | 3,752표    | 54.40%     | 5,152표     | 1위  | 생캉탱노르주 총무관 당선         |
| 2002년 선거 | 하원의원 (엔 제2선거구)     | 12대 | 대중운동연합      | 43.13%     | 20,295표   | 56.96%     | 25,565표    | 1위  | 엔 주 하원의원 당선              |
| 2007년 선거 | 하원의원 (엔 제2선거구)     | 13대 | 대중운동연합      | 53.28%     | 24,007표   |            |             | 1위  | 엔 주 하원의원 당선              |
| 2012년 선거 | 하원의원 (엔 제2선거구)     | 14대 | 대중운동연합      | 38.89%     | 17,404표   | 50.25%     | 22,445표    | 1위  | 엔 주 하원의원 당선              |
| 2014년 선거 | 생캉탱 시장                 | 15대 | 대중운동연합      | 52.60%     | 9,913표    |            |             | 1위  | 생캉탱 시장 당선                 |
| 2015년 선거 | 노르파드칼레피카르디 주지사 | 1대  | 공화당            | 24.97%     | 558,420표  | 57.77%     | 1,389,340표 | 1위  | 노르파드칼레피카르디 주지사 당선 |
| 2021년 선거 | 오드프랑스 주지사           | 2대  | 다이버서리 라이트 | 41.42%     | 551 068표  | 52.37%     | 708,518표   | 1위  | 오드프랑스 주지사 당선           |